# Olympische Sommerspiele 1992/Teilnehmer (Australien)
| Gelbes Symbol für Goldmedaillen mit stilisierten Olympischen Ringen | Graues Symbol für Silbermedaillen mit stilisierten Olympischen Ringen | Braundes Symbol für Bronzemedaillen mit stilisierten Olympischen Ringen |
| ------------------------------------------------------------------- | --------------------------------------------------------------------- | ----------------------------------------------------------------------- |
| 7                                                                   | 9                                                                     | 11                                                                      |

Australien nahm an den Olympischen Sommerspielen 1992 in Barcelona, Spanien, mit einer Delegation von 279 Sportlern (187 Männer und 92 Frauen) teil.

## Flaggenträger
Die Wasserspringerin Jenny Donnet trug die Flagge Australiens während der Eröffnungsfeier im Olympiastadion, bei der Schlussfeier wurde sie von der Schwimmerin Kieren Perkins getragen.
Siehe auch → Liste der Flaggenträger der australischen Mannschaften bei Olympischen Spielen

## Medaillengewinner

### Gold
| Name(n)                                                     | Sportart  | Wettkampf                  |
| ----------------------------------------------------------- | --------- | -------------------------- |
| Clint Robinson                                              | Kanu      | Einer-Kajak, 1000 Meter    |
| Kathryn Watt                                                | Radsport  | Frauen, Straßenrennen      |
| Matthew Ryan                                                | Reiten    | Vielseitigkeit, Einzel     |
| Matthew Ryan, Andrew Hoy und Gillian Rolton                 | Reiten    | Vielseitigkeit, Mannschaft |
| Stephen Hawkins und Peter Antonie                           | Rudern    | Doppelzweier               |
| Andrew Cooper, Mike McKay, James Tomkins und Nicholas Green | Rudern    | Vierer ohne Steuermann     |
| Kieren Perkins                                              | Schwimmen | 1500 Meter Freistil        |

### Silber
| Name | Sportart  | Wettkampf                           |
| --- | --------- | ----------------------------------- |
| John Bestall, Warren Birmingham, Lee Bodimeade, Ashley Carey, Damon Diletti, Gregory Corbitt, Lachlan Dreher, Paul Snowden Lewis, Stephen Davies, Lachlan Elmer, Dean Evans, Graham Reid, Jay Stacy, David Wansbrough, Ken Wark und Michael York | Hockey    | Herren                              |
| Danielle Woodward | Kanu      | Frauen, Kanuslalom                  |
| Gary Neiwand | Radsport  | Sprint                              |
| Shane Kelly | Radsport  | 1000 Meter Zeitfahren               |
| Brett Aitken, Steve McGlede, Shaun O’Brien und Stuart O’Grady | Radsport  | 4000 Meter Mannschaftsverfolgung    |
| Kathryn Watt | Radsport  | Frauen, 3000 Meter Einzelverfolgung |
| Kieren Perkins | Schwimmen | 400 Meter Freistil                  |
| Glen Housman | Schwimmen | 1500 Meter Freistil                 |
| Hayley Lewis | Schwimmen | Frauen, 800 Meter Freistil          |

### Bronze
| Name                                                       | Sportart       | Wettkampf                       |
| ---------------------------------------------------------- | -------------- | ------------------------------- |
| Steve Wood, Ramon Andersson, Kelvin Graham und Ian Rowling | Kanu           | Vierer-Kajak, 1000 Meter        |
| Tim Forsyth                                                | Leichtathletik | Hochsprung                      |
| Daniela Costian                                            | Leichtathletik | Frauen, Diskuswurf              |
| Philip Rogers                                              | Schwimmen      | 100 Meter Brust                 |
| Nicole Stevenson                                           | Schwimmen      | Frauen, 200 Meter Rücken        |
| Hayley Lewis                                               | Schwimmen      | Frauen, 400 Meter Freistil      |
| Samantha Riley                                             | Schwimmen      | Frauen, 100 Meter Brust         |
| Susie O’Neill                                              | Schwimmen      | Frauen, 200 Meter Schmetterling |
| Lars Kleppich                                              | Segeln         | Windsurfen                      |
| Mitch Booth und John Forbes                                | Segeln         | Tornado                         |
| Rachel McQuillan und Nicole Bradtke                        | Tennis         | Frauen, Doppel                  |

## Teilnehmer nach Sportarten

### Badminton
- Anna Lao
Einzel: 5. Platz
Doppel: 5. Platz
- Rhonda Cator
Einzel: 17. Platz
Doppel: 5. Platz

### Basketball
- Herrenteam
6. Platz
- Kader
Andrew Vlahov
Andrew Gaze
Damian Keogh
John Dorge
Larry Sengstock
Leroy Loggins
Luc Longley
Mark Bradtke
Mike McKay
Phil Smyth
Ray Borner
Shane Heal

### Bogenschießen
- Grant Greenham
Einzel: 16. Platz
Mannschaft: 7. Platz
- Simon Fairweather
Einzel: 25. Platz
Mannschaft: 7. Platz
- Scott Hunter-Russell
Einzel: 48. Platz
Mannschaft: 7. Platz

### Boxen
- Robbie Peden
Fliegengewicht: 5. Platz
- Jamie Nicolson
Federgewicht: 17. Platz
- Justin Rowsell
Leichtgewicht: 17. Platz
- Stefan Scriggins
Weltergewicht: 9. Platz
- Justann Crawford
Mittelgewicht: 17. Platz
- Rick Timperi
Leichtschwergewicht: 17. Platz

### Fechten
- Robert Davidson
Degen, Einzel: 19. Platz
- Scott Arnold
Degen, Einzel: 54. Platz

### Fußball
- Herrenteam
4. Platz
- Kader
Tony Vidmar
Brad Maloney
Damian Mori
David Seal
Dominic Longo
Gary Hasler
George Slifkas
John Filan
John Markovski
Mark Bosnich
Milan Blagojevic
Ned Zelic
Paul Okon
Shaun Murphy
Steve Corica
Steve Refenes
Carl Veart
Tony Popovic
Zlatko Arambasic

### Gewichtheben
- Ron Laycock
Mittelgewicht: 13. Platz
- Damian Brown
Mittelgewicht: 22. Platz
- Harvey Goodman
Mittelschwergewicht: 8. Platz
- Steve Kettner
Superschwergewicht: 11. Platz

### Hockey
- Herren
Silber
- Kader
John Bestall
Warren Birmingham
Lee Bodimeade
Ashley Carey
Damon Diletti
Gregory Corbitt
Lachlan Dreher
Paul Snowden Lewis
Stephen Davies
Lachlan Elmer
Dean Evans
Graham Reid
Jay Stacy
David Wansbrough
Ken Wark
Michael York
- Damen
5. Platz
- Kader
Alison Peek
Alyson Annan
Christine Dobson
Debbie Bowman
Jackie Pereira
Juliet Haslam
Kathleen Partridge
Kate Starre
Liane Tooth
Lisa Naughton
Lisa Powell
Michelle Capes-Hager
Rechelle Hawkes
Sally Carbon
Sharon Buchanan
Tracey Belbin

### Judo
- Chris Bacon
Mittelgewicht: 17. Platz
- Cathy Grainger-Brain
Frauen, Halbleichtgewicht: 13. Platz

### Kanu
- Martin Hunter
Einer-Kajak, 500 Meter: Viertelfinale
- Clint Robinson
Einer-Kajak, 1000 Meter: Gold
- Daniel Collins
Zweier-Kajak, 500 Meter: Halbfinale
Zweier-Kajak, 1000 Meter: Viertelfinale
- Andrew Trim
Zweier-Kajak, 500 Meter: Halbfinale
Zweier-Kajak, 1000 Meter: Viertelfinale
- Kelvin Graham
Vierer-Kajak, 1000 Meter: Bronze
- Ian Rowling
Vierer-Kajak, 1000 Meter: Bronze
- Steve Wood
Vierer-Kajak, 1000 Meter: Bronze
- Ramon Andersson
Vierer-Kajak, 1000 Meter: Bronze
- Peter Eckhardt
Einer-Canadier, Slalom: 20. Platz
- Andrew Wilson
Zweier-Canadier, Slalom: 16. Platz
- Matthew Pallister
Zweier-Canadier, Slalom: 16. Platz
- Annemarie Cox-Wood
Frauen, Zweier-Kajak, 500 Meter: Halbfinale
Frauen, Vierer-Kajak, 500 Meter: 8. Platz
- Kerri Randle
Frauen, Zweier-Kajak, 500 Meter: Halbfinale
- Denise Cooper
Frauen, Vierer-Kajak, 500 Meter: 8. Platz
- Lynda Lehmann
Frauen, Vierer-Kajak, 500 Meter: 8. Platz
- Gayle Mayes
Frauen, Vierer-Kajak, 500 Meter: 8. Platz
- Danielle Woodward
Frauen, Einer-Kajak, Slalom: Silber

### Leichtathletik
- Dean Capobianco
200 Meter: Viertelfinale
- Mark Garner
400 Meter Viertelfinale
- Robert de Castella
Marathon: 26. Platz
- Steve Moneghetti
Marathon: 48. Platz
- Simon Hollingsworth
400 Meter Hürden: Vorläufe
- Nicholas A’Hern
20 Kilometer Gehen: 22. Platz
- Andrew Jachno
20 Kilometer Gehen: 31. Platz
- Simon Baker
50 Kilometer Gehen: 19. Platz
- Tim Forsyth
Hochsprung: Bronze
- Lochsley Thomson
Hochsprung: 22. Platz in der Qualifikation
- David Anderson
Hochsprung: 31. Platz in der Qualifikation
- Simon Arkell
Stabhochsprung: 22. Platz in der Qualifikation
- Dave Culbert
Weitsprung: 11. Platz
- Werner Reiterer
Diskuswurf: 10. Platz
- Sean Carlin
Hammerwurf: 8. Platz
- Dean Smith
Zehnkampf: 19. Platz
- Kerry Johnson
Frauen, 100 Meter: Viertelfinale
Frauen, 4 × 100 Meter: 6. Platz
- Melinda Gainsford-Taylor
Frauen, 100 Meter: Viertelfinale
Frauen, 200 Meter: Halbfinale
Frauen, 4 × 100 Meter: 6. Platz
- Melissa Moore
Frauen, 200 Meter: Vorläufe
Frauen, 4 × 100 Meter: 6. Platz
- Michelle Lock
Frauen, 400 Meter: Halbfinale
Frauen, 4 × 400 Meter: 7. Platz
- Renée Poetschka
Frauen, 400 Meter: Halbfinale
Frauen, 4 × 400 Meter: 7. Platz
- Cathy Freeman
Frauen, 400 Meter: Viertelfinale
Frauen, 4 × 400 Meter: 7. Platz
- Krishna Stanton
Frauen, 3000 Meter: Vorläufe
- Sue Hobson
Frauen, 10.000 Meter: Vorläufe
- Lisa Martin-Ondieki
Frauen, Marathon: Rennen nicht beendet
- Gail Luke
Frauen, 400 Meter Hürden: Vorläufe
- Kathy Sambell
Frauen, 4 × 100 Meter: 6. Platz
- Susan Andrews
Frauen, 4 × 400 Meter: 7. Platz
- Kerry Saxby-Junna
Frauen, 10 Kilometer Gehen: 15. Platz
- Gabrielle Blythe
Frauen, 10 Kilometer Gehen: 31. Platz
- Alison Inverarity
Frauen, Hochsprung: 8. Platz
- Nicole Boegman
Frauen, Weitsprung: In der Qualifikation ausgeschieden
- Daniela Costian
Frauen, Diskuswurf: Bronze
- Louise McPaul-Currey
Frauen, Speerwurf: 11. Platz
- Jane Flemming
Frauen, Siebenkampf: Wettkampf nicht beendet

### Moderner Fünfkampf
- Gavin Lackey
Einzel: 30. Platz
Mannschaft: 16. Platz
- Colin Hamilton
Einzel: 58. Platz
Mannschaft: 16. Platz
- Alex Watson
Einzel: 63. Platz
Mannschaft: 16. Platz

### Radsport
- Grant Rice
Straßenrennen: 10. Platz
100 Kilometer Mannschaftsverfolgung: 12. Platz
- Darren Smith
Straßenrennen: 16. Platz
- Patrick Jonker
Straßenrennen: Rennen nicht beendet
- Robert Crowe
100 Kilometer Mannschaftsverfolgung: 12. Platz
- Darren Lawson
100 Kilometer Mannschaftsverfolgung: 12. Platz
- Robert McLachlan
100 Kilometer Mannschaftsverfolgung: 12. Platz
- Gary Neiwand
Sprint: Silber
- Shane Kelly
1000 Meter Zeitfahren: Silber
- Mark Kingsland
4000 Meter Einzelverfolgung: 4. Platz
- Brett Aitken
4000 Meter Mannschaftsverfolgung: Silber
- Stephen McGlede
4000 Meter Mannschaftsverfolgung: Silber 
Punktefahren: Finale
- Shaun O’Brien
4000 Meter Mannschaftsverfolgung: Silber
- Stuart O’Grady
4000 Meter Mannschaftsverfolgung: Silber
- Kathryn Watt
Frauen, Straßenrennen: Gold 
Frauen, 3000 Meter Einzelverfolgung: Silber
- Kathleen Shannon
Frauen, Straßenrennen: 7. Platz
- Jacqui Uttien
Frauen, Straßenrennen: 13. Platz

### Reiten
- Christine Doan
Dressur, Einzel: 28. Platz
- Matthew Ryan
Vielseitigkeit, Einzel: Gold 
Vielseitigkeit, Mannschaft: Gold
- Andrew Hoy
Vielseitigkeit, Einzel: 5. Platz
Vielseitigkeit, Mannschaft: Gold
- Gillian Rolton
Vielseitigkeit, Einzel: 23. Platz
Vielseitigkeit, Mannschaft: Gold
- David Green
Vielseitigkeit, Einzel: ausgeschieden
Vielseitigkeit, Mannschaft: Gold

### Ringen
- Musa Ilhan
Federgewicht, Freistil: 6. Platz
- Cris Brown
Leichtgewicht, Freistil: in der 2. Runde ausgeschieden

### Rudern
- Stephen Hawkins
Doppelzweier: Gold
- Peter Antonie
Doppelzweier: Gold
- Nick McDonald-Crowley
Zweier ohne Steuermann: 13. Platz
- Matthew McArdle
Zweier ohne Steuermann: 13. Platz
- Richard Powell
Doppelvierer: 9. Platz
- Hamish McGlashan
Doppelvierer: 9. Platz
- Robin Bakker
Doppelvierer: 9. Platz
- Jason Day
Doppelvierer: 9. Platz
- Andrew Cooper
Vierer ohne Steuermann: Gold
- Michael McKay
Vierer ohne Steuermann: Gold
- Nicholas Green
Vierer ohne Steuermann: Gold
- James Tomkins
Vierer ohne Steuermann: Gold
- Simon Spriggs
Achter: 5. Platz
- Peter Murphy
Achter: 5. Platz
- Wayne Diplock
Achter: 5. Platz
- Jaime Fernandez
Achter: 5. Platz
- Ben Dodwell
Achter: 5. Platz
- Samuel Patten
Achter: 5. Platz
- Boden Hanson
Achter: 5. Platz
- Robert Scott
Achter: 5. Platz
- David Colvin
Achter: 5. Platz
- Andrea Coss
Frauen, Einer: 14. Platz
- Jennifer Luff
Frauen, Doppelzweier: 8. Platz
- Gillian Campbell
Frauen, Doppelzweier: 8. Platz
- Jodie Dobson
Vierer ohne Steuerfrau: 6. Platz
- Emmy Snook
Vierer ohne Steuerfrau: 6. Platz
- Megan Still
Vierer ohne Steuerfrau: 6. Platz
- Kate Slatter
Vierer ohne Steuerfrau: 6. Platz

### Schießen
- Philip Adams
Luftpistole: 19. Platz
Freie Scheibenpistole: 30. Platz
- Ben Sandstrom
Luftpistole: 29. Platz
Freie Scheibenpistole: 26. Platz
- Patrick Murray
Schnellfeuerpistole: 26. Platz
- Russell Mark
Trap: 9. Platz
- Michael Diamond
Trap: 11. Platz
- John Summers
Skeet: 21. Platz
- Lynn Freh
Frauen, Luftpistole: 39. Platz
Frauen, Sportpistole: 7. Platz

### Schwimmen
- Darren Lange
50 Meter Freistil: 9. Platz
4 × 100 Meter Freistil: 8. Platz
- Angus Waddell
50 Meter Freistil: 15. Platz
- Chris Fydler
100 Meter Freistil: 14. Platz
4 × 100 Meter Freistil: 8. Platz
4 × 100 Meter Lagen: 7. Platz
- Andrew Baildon
100 Meter Freistil: 16. Platz
100 Meter Schmetterling: 17. Platz
4 × 100 Meter Freistil: 8. Platz
- Kieren Perkins
200 Meter Freistil: 10. Platz
400 Meter Freistil: Silber 
1500 Meter Freistil: Gold
- Ian Brown
200 Meter Freistil: 11. Platz
400 Meter Freistil: 5. Platz
4 × 200 Meter Freistil: 8. Platz
- Glen Housman
1500 Meter Freistil: Silber
- Tom Stachewicz
100 Meter Rücken: 19. Platz
4 × 100 Meter Freistil: 8. Platz
4 × 100 Meter Lagen: 7. Platz
- Deane Pieters
4 × 200 Meter Freistil: 8. Platz
- Duncan Armstrong
4 × 200 Meter Freistil: 8. Platz
- Martin Roberts
200 Meter Schmetterling: 8. Platz
200 Meter Lagen: Disqualifiziert
4 × 200 Meter Freistil: 8. Platz
- Toby Haenen
100 Meter Rücken: 45. Platz
200 Meter Rücken: 35. Platz
- Philip Rogers
100 Meter Brust: Bronze 
200 Meter Brust: 6. Platz
4 × 100 Meter Lagen: 7. Platz
- Shane Lewis
100 Meter Brust: 35. Platz
- Rodney Lawson
200 Meter Brust: 9. Platz
- Jonathan Sieben
100 Meter Schmetterling: 10. Platz
4 × 100 Meter Lagen: 7. Platz
- Simon McKillop-Davies
200 Meter Schmetterling: 14. Platz
- Matthew Dunn
200 Meter Lagen: 7. Platz
400 Meter Lagen: 18. Platz
- Philip Bryant
400 Meter Lagen: 13. Platz
- Lisa Curry-Kenny
Frauen, 50 Meter Freistil: 9. Platz
Frauen, 4 × 100 Meter Freistil: 9. Platz
Frauen, 100 Meter Schmetterling: 13. Platz
Frauen, 4 × 100 Meter Lagen: 5. Platz
- Karen van Wirdum
Frauen, 50 Meter Freistil: 25. Platz
Frauen, 100 Meter Freistil: 28. Platz
- Susie O’Neill
Frauen, 100 Meter Freistil: 15. Platz
Frauen, 200 Meter Freistil: 11. Platz
Frauen, 100 Meter Schmetterling: 5. Platz
Frauen, 200 Meter Schmetterling: Bronze 
Frauen, 4 × 100 Meter Lagen: 5. Platz
- Nicole Livingstone
Frauen, 200 Meter Freistil: 16. Platz
Frauen, 100 Meter Rücken: 4. Platz
Frauen, 200 Meter Rücken: Bronze 
Frauen, 4 × 100 Meter Freistil: 9. Platz
Frauen, 4 × 100 Meter Lagen: 5. Platz
- Hayley Lewis
Frauen, 400 Meter Freistil: Bronze 
Frauen, 800 Meter Freistil: Silber 
Frauen, 200 Meter Schmetterling: 9. Platz
Frauen, 400 Meter Lagen: 4. Platz
- Julie McDonald
Frauen, 400 Meter Freistil: 18. Platz
Frauen, 800 Meter Freistil: 15. Platz
- Angela Mullens
Frauen, 4 × 100 Meter Freistil: 9. Platz
- Lise Mackie
Frauen, 4 × 100 Meter Freistil: 9. Platz
- Joanne Meehan
Frauen, 100 Meter Rücken: 6. Platz
Frauen, 4 × 100 Meter Lagen: 5. Platz
- Leigh Habler
Frauen, 200 Meter Rücken: 8. Platz
- Samantha Riley
Frauen, 100 Meter Brust: Bronze 
Frauen, 200 Meter Brust: 12. Platz
Frauen, 4 × 100 Meter Lagen: 5. Platz
- Linley Frame
Frauen, 100 Meter Brust: 15. Platz
Frauen, 200 Meter Brust: 19. Platz
- Elli Overton
Frauen, 200 Meter Lagen: 5. Platz
- Jacqueline McKenzie
Frauen, 200 Meter Lagen: 15. Platz
Frauen, 400 Meter Lagen: 16. Platz

### Segeln
- Lars Kleppich
Windsurfen: Bronze
- Glenn Bourke
Finn-Dinghy: 20. Platz
- Colin Beashel
Star: 7. Platz
- David Giles
Star: 7. Platz
- John Forbes
Tornado: Bronze
- Mitch Booth
Tornado: Bronze
- Michael Mottl
Soling: 11. Platz
- Tim Dorning
Soling: 11. Platz
- William Hodder
Soling: 11. Platz
- Fiona Taylor
Frauen, Windsurfen: 10. Platz
- Christine Bridge
Frauen, Finn-Dinghy: 20. Platz
- Addy Bucek
Frauen, 470er: 9. Platz
- Jenny Lidgett
Frauen, 470er: 9. Platz

### Synchronschwimmen
- Semon Rohloff
Einzel: 18. Platz
Duett: 16. Platz
- Celeste Ferraris
Einzel: Vorläufe
Duett: 16. Platz

### Tennis
- Todd Woodbridge
Einzel: 33. Platz
Doppel: 9. Platz
- Wally Masur
Einzel: 33. Platz
- Richard Fromberg
Einzel: 33. Platz
- John Fitzgerald
Doppel: 9. Platz
- Nicole Bradtke
Frauen, Einzel: 17. Platz
Frauen, Doppel: Bronze
- Rachel McQuillan
Frauen, Einzel: 33. Platz
Frauen, Doppel: Bronze
- Jenny Byrne
Frauen, Einzel: 33. Platz

### Tischtennis
- Kerri Tepper
Frauen, Einzel: 33. Platz
Frauen, Doppel: 17. Platz
- Ying Kwok
Frauen, Doppel: 17. Platz

### Turnen
- Brennon Dowrick
Einzelmehrkampf: 61. Platz
Barren: 75. Platz
Boden: 75. Platz
Pferdsprung: 49. Platz
Reck: 40. Platz
Ringe: 61. Platz
Seitpferd: 47. Platz
- Monique Allen
Frauen, Einzelmehrkampf: 19. Platz
Frauen, Mannschaftsmehrkampf: 7. Platz
Frauen, Boden: 79. Platz
Frauen, Pferdsprung: 49. Platz
Frauen, Schwebebalken: 23. Platz
Frauen, Stufenbarren: 29. Platz
- Lisa Read
Frauen, Einzelmehrkampf: 30. Platz
Frauen, Mannschaftsmehrkampf: 7. Platz
Frauen, Boden: 31. Platz
Frauen, Pferdsprung: 80. Platz
Frauen, Schwebebalken: 24. Platz
Frauen, Stufenbarren: 21. Platz
- Kylie Shadbolt
Frauen, Einzelmehrkampf: 36. Platz
Frauen, Mannschaftsmehrkampf: 7. Platz
Frauen, Boden: 50. Platz
Frauen, Pferdsprung: 51. Platz
Frauen, Schwebebalken: 63. Platz
Frauen, Stufenbarren: 43. Platz
- Jane Warrilow
Frauen, Einzelmehrkampf: 51. Platz
Frauen, Mannschaftsmehrkampf: 7. Platz
Frauen, Boden: 58. Platz
Frauen, Pferdsprung: 76. Platz
Frauen, Schwebebalken: 51. Platz
Frauen, Stufenbarren: 47. Platz
- Julie-Anne Monico
Frauen, Einzelmehrkampf: 68. Platz
Frauen, Mannschaftsmehrkampf: 7. Platz
Frauen, Boden: 87. Platz
Frauen, Pferdsprung: 77. Platz
Frauen, Schwebebalken: 58. Platz
Frauen, Stufenbarren: 27. Platz
- Brooke Gysen
Frauen, Einzelmehrkampf: 69. Platz
Frauen, Mannschaftsmehrkampf: 7. Platz
Frauen, Boden: 48. Platz
Frauen, Pferdsprung: 71. Platz
Frauen, Schwebebalken: 84. Platz
Frauen, Stufenbarren: 54. Platz

### Wasserball
- Herrenteam
5. Platz
- Kader
Glenn Townsend
Troy Stockwell
Andrew Wightman
Raymond Mayers
Geoffrey Clark
John Fox
Chris Wybrow
Simon Asher
Daniel Marsden
Greg McFadden
Guy Newman
Mark Oberman
Paul Oberman

### Wasserspringen
- Michael Murphy
Kunstspringen: 4. Platz
Turmspringen: 13. Platz
- Simon McCormack
Kunstspringen: 16. Platz
- Craig Rogerson
Turmspringen: 12. Platz
- Jenny Donnet
Frauen, Kunstspringen: 15. Platz
- Rachel Wilkes
Frauen, Kunstspringen: 22. Platz
- Vyninka Arlow
Frauen, Turmspringen: 10. Platz
- April Adams
Frauen, Turmspringen: 11. Platz